# Grégoire Maisonneuve
Grégoire Maisonneuve, né en 1974 à Angers, est un galeriste d'art contemporain parisien.

## Biographie
Grégoire Maisonneuve, né en 1974 à Angers, est un galeriste.
Il porte de l'intérêt à l'art contemporain. Durant ses études d'histoire de l'art à Angers, il travaille pour différentes institutions, dont l'Artothèque d'Angers puis pour des galeries parisiennes.
Il a une licence en histoire de l'art et une expérience dans les galeries Durand-Dessert et Chantai Crousel entre 1997 et 1999.
En 2001, il lance une plateforme d'Art en ligne dont le nom est aussi l'adresse IP : 217.174.192.66. Parmi les artistes accueillis on trouvait Patrick Bernier, Ludovic Burel, le collectif Téléférique, Claude Closky, Collection Yoon-ja & Paul Devautour, Rainer Ganahl, Jan Kopp et Gianni Motti.
Précurseur de l'implantation de galeries dans l'Est parisien, en février 2002 il inaugure sa première galerie dans le 20e arrondissement de Paris,.
En 2004 Le Figaro Magazine le décrit comme « le jeune marchand qui monte ».
Il expose en 2007 les étapes de travail d'un seul artiste, Mathieu Briand.

## La galerie Maisonneuve
Créée en février 2002 avec une exposition personnelle de Jan Kopp pour son inauguration, la galerie Maisonneuve est la première galerie à s'installer dans l'Est parisien. Elle se situe au 24-32 rue des amandiers, au 5e étage d'un immeuble industriel datant des années 60.
En 2004, la galerie rénove et agrandit son espace.
En septembre 2005, la Project Room - un espace d'exposition dédié à de jeunes artistes émergents - est inaugurée.
En janvier 2007, la galerie emménage dans un nouvel espace au 22 rue de Poitou et présente l'exposition UBÏQ : A Mental Odyssey de Mathieu Briand à l'occasion de son inauguration.
La galerie cesse ses activités en décembre 2008.

## Artistes représentés par la galerie
| - Patrick Bernier - Ralph Samuel Grossmann - Jan Kopp | - Martin Le Chevallier - Olive Martin - Servane Mary | - Lincoln Tobier - Kerry Tribe - Caecilia Tripp |  |

## Historique des expositions
2005
- Du 13 janvier au 12 mars — Martin Le Chevallier « Il suffit d'y croire (Just Believe) »
- Du 28 avril au 30 juillet — Olive Martin & Patrick Bernier Manmuswak
- Du 9 septembre au 29 octobre — Rainer Ganahl
- Du 29 septembre au 24 décembre — Ralph Samuel Grossmann « Desirella » (à la Project Room)
- Du 24 novembre au 24 décembre — Giasco Bertoli « Devil's Haircut »

2006
- Du 24 février au 8 avril — Guillaume Robert « Nergal » (à la Project Room)
- Du 24 février au 8 avril — Jan Kopp « L'ivresse du tigre »
- Du 12 avril au 3 juin — Kerry Tribe « Nergal »

2007
- Du 6 au 27 janvier — Mathieu Briand « UBÏQ / A mental Oddyssey : Prologue »
- Du 3 février au 3 mars — Mathieu Briand « Chapitre I : A Space Perspective »
- Du 10 mars au 7 avril — Mathieu Briand « Chapitre II : La Psychotière »
- Du 18 avril au 26 mai — Mathieu Briand « Chapitre III : Half-Life / Infra-monde »
- Le 26 mai — Mathieu Briand, collaboration avec Prue Lang « Chapitre IV : Did you ever want to be someone else ? » (à la Tate Modern Gallery de Londres)
- Du 2 juin au 28 juillet — Mathieu Briand « Chapitre V : The Island on the Moon »
- Du 13 au 17 juin — Mathieu Briand « Chapitre VI : Art 38 Basel Art Unlimited » (Art Basel en Suisse)
- Du 8 au 29 septembre — Mathieu Briand « Chapitre VII : Vaisseau au clair de lune depuis une grotte »
- Du 20 octobre au 4 novembre — Mathieu Briand « Chapitre VIII : Shadows and triangle »
- Du 6 au 17 novembre — Mathieu Briand « Chapitre IX : Perspective in space »
- Du 22 novembre au 1er décembre — Mathieu Briand « Chapitre X : Ubïquity »
- Du 7 au 15 décembre — Mathieu Briand « Chapitre XI : Deserts »
- Du 20 décembre au 5 janvier — Mathieu Briand « Chapitre XII : Reload »

2008
- Du 2 février au 1er mars — Caecilia Tripp « Paris Anthem »

### Presse
- Les Inrockuptibles, 2007 extrait en ligne
- Le Journal des arts, Grégoire Maisonneuve (accès réservé aux abonné(e)s)